# 塩見恵介
塩見 恵介（しおみ けいすけ、1971年8月15日 - ）は、日本の俳人。文学修士（専攻・近現代俳句）。「船団の会」副代表（2014年 - ）。

## 経歴
大阪府羽曳野市生まれ、兵庫県芦屋市育ち。1990年、「船団の会」入会、坪内稔典に師事。1996年、甲南大学大学院人文科学研究科修士課程修了。同年より甲南中学校・高等学校国語科教諭。2004年、第7回俳句甲子園にて甲南高校監督として優勝に導く。
句集に『虹の種』（2000年　蝸牛新社）、『泉こぽ』（2007年　ふらんす堂）、『隣の駅が見える駅』（2021年　朔出版）、アンソロジーとして『現代俳句100人20句』（2001年 邑書林）、『関西俳句なう』（2015年　本阿弥書店）に参加している。『お手本は奥の細道　はじめて作る俳句入門』（2013年　すばる舎リンゲージ）や『俳句のえほん』（2013年　くもん出版）の解説など、初学者や児童向けへの俳句理論を多く手がけている。2014年4月より朝日小学生新聞「春夏秋冬楽しく俳句」選者と執筆。（2020年4月より「はじめて俳句五・七・五」）